# Gallizien
Gallizien (słoweń. Galicija) – gmina w Austrii, w kraju związkowym Karyntia,  w powiecie Völkermarkt. Liczy 1779 mieszkańców (1 stycznia 2015).